# Tỷ lệ khung hình 16:9

Hình chữ nhật tỷ lệ 16: 9.

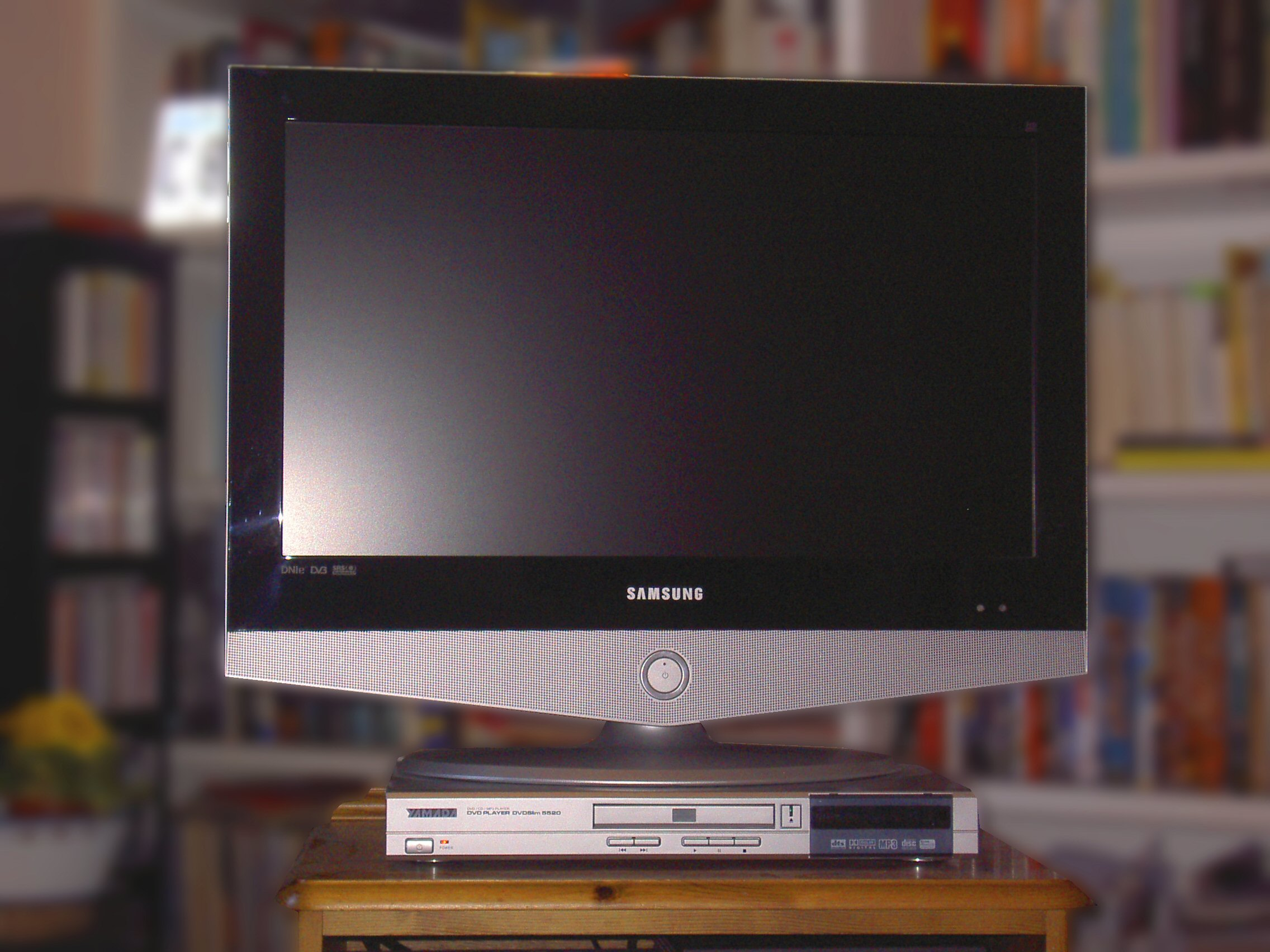
Một tivi LCD có tỉ lệ hình ảnh là 16:9.

16:9 (1.77:1) (16:9 = 42:32) là một tỉ lệ hình ảnh với chiều rộng là 16 đơn vị và chiều cao là 9 đơn vị.
Dù từng được xem là kỳ lạ, năm 2009, tỉ lệ này trở thành chuẩn phổ biến cho truyền hình và màn hình máy tính và cũng là định dạng chuẩn quốc tế cho truyền hình độ nét cao, Full HD, Truyền hình kỹ thuật số không có chất lượng cao (non-HD) và ti vi màn ảnh rộng analog. Nó đã thay thế tỷ lệ khung hình 4:3.
16: 9 là định dạng tiêu chuẩn quốc tế của TVHD, truyền hình kỹ thuật số không HD và truyền hình màn hình rộng analog PALplus. Hi-Vision của Nhật Bản ban đầu có tỷ lệ 5: 3 (= 15: 9), nhưng được chuyển đổi khi nhóm tiêu chuẩn quốc tế đưa ra tỷ lệ rộng hơn từ 5⅓ đến 3 (= 16: 9). Nhiều máy quay video kỹ thuật số có khả năng quay 16: 9 (=42:32) và 16:9 là tỷ lệ khung hình màn hình rộng duy nhất được hỗ trợ nguyên bản bởi Chuẩn DVD. Các nhà sản xuất DVD cũng có thể chọn hiển thị các tỷ lệ thậm chí còn rộng hơn, chẳng hạn như 1,85:1 và 2,40:1 trong khung DVD 16:9 bằng cách phủ bóng cứng hoặc thêm các thanh màu đen trong chính hình ảnh. Tuy nhiên, nó thường được sử dụng trong TV tại Anh vào thập niên 1990.

## Các quốc gia

### Châu Âu
Ở Châu Âu, 16:9 là định dạng phát sóng tiêu chuẩn cho hầu hết các kênh truyền hình và tất cả các chương trình đều phát sóng HD. Một số quốc gia đã áp dụng định dạng này cho analog, trước tiên bằng cách sử dụng tiêu chuẩn PALplus (hiện đã lỗi thời) và sau đó sử dụng Tín hiệu màn hình rộng trên các chương trình phát sóng PAL thông thường.
| Quốc gia              | Kênh |
| --------------------- | --- |
| Albania               | Tất cả các kênh. |
| Andorra               | Tất cả các kênh. |
| Armenia               | Tất cả các kênh. |
| Áo                    | Tất cả các kênh. |
| Azerbaijan            | Tất cả các kênh. |
| Belarus               | Tất cả các kênh. |
| Bỉ                    | Tất cả các kênh. |
| Bosnia và Herzegovina | Tất cả các kênh. |
| Bulgaria              | Tất cả các kênh. |
| Síp                   | Tất cả các kênh. |
| Croatia               | HRT 1**, 2**, 3**, 4**, 5, RTL Televizija*, RTL 2*, Nova TV*, Doma TV*, RTL Kockica* Sportska Televizija**. |
| Cộng hòa Séc          | Tất cả các kênh. |
| Đan Mạch              | Tất cả các kênh. |
| Anh                   | Tất cả các kênh. |
| Estonia               | Tất cả các kênh. |
| Phần Lan              | Tất cả các kênh. |
| Pháp                  | Tất cả các kênh. |
| Đức                   | Tất cả các kênh. |
| Gruzia                | Tất cả các kênh. |
| Hy Lạp                | Tất cả các kênh. |
| Hungary               | Tất cả các kênh. |
| Iceland               | Tất cả các kênh. |
| Ireland               | Tất cả các kênh. |
| Ý                     | Tất cả các kênh. |
| Kazakhstan            | Tất cả các kênh. |
| Latvia                | Tất cả các kênh. |
| Litva                 | Tất cả các kênh. |
| Luxembourg            | Tất cả các kênh. |
| Malta                 | Tất cả các kênh. |
| Moldova               | Tất cả các kênh. |
| Monaco                | Tất cả các kênh. |
| Montenegro            | Tất cả các kênh. |
| Hà Lan                | Tất cả các kênh. |
| Bắc Macedonia         | Tất cả các kênh. |
| Na Uy                 | Tất cả các kênh. |
| Ba Lan                | Tất cả các kênh. |
| Bồ Đào Nha            | Tất cả các kênh. |
| Romania               | Luôn luôn ở tỷ lệ 16:9: Antena channels (Antena 1, Antena Stars, Antena 3, Happy, ZU TV, Antena Internațional), RCS & RDS channels (including Digi 24, U TV, Music Channel), Kiss TV, B1 TV, Telekom Sport, Look TV, Look Plus,Turner channels:(Cartoon Network, Boomerang Thường ở tỷ lệ 16:9: TVR channels (TVR 1, TVR 2, TVR 3, TVRi), PRO channels (Pro TV, Pro 2, Pro X, Pro Cinema, Pro Gold, Pro TV Internațional) Luôn ở tỷ lệ 4:3 với tỷ lệ 16:9 kéo dài: CNM channels (Național TV, Național 24 Plus, Favorit TV), TVR regional channels (TVR Cluj, TVR Craiova, TVR Iași, TVR Tîrgu-Mureș, TVR Timișoara), Prima TV. |
| Nga                   | Tất cả các kênh. |
| San Marino            | Tất cả các kênh. |
| Serbia                | Tất cả các kênh. |
| Slovakia              | Tất cả các kênh. |
| Slovenia              | Tất cả các kênh. |
| Tây Ban Nha           | Tất cả các kênh. |
| Thụy Điển             | Tất cả các kênh. |
| Thụy Sĩ               | Tất cả các kênh. |
| Thổ Nhĩ Kỳ            | Tất cả các kênh. |
| Ukraina               | Tất cả các kênh. |

### Châu Đại Dương
| Quốc gia    | Kênh             |
| ----------- | ---------------- |
| Úc          | Tất cả các kênh. |
| Fiji        | Tất cả các kênh. |
| New Zealand | Tất cả các kênh. |

### Châu Á
| Quốc gia                             | Kênh |
| ------------------------------------ | --- |
| Afghanistan                          | Tất cả các kênh. |
| Bangladesh                           | SA TV. |
| Campuchia                            | Tất cả các kênh. |
| Trung Quốc                           | Các kênh CCTV 1-15, CCTV-5+, CCTV News. Các nội dung cũ hơn với tỷ lệ 4:3 và các tin tức được kéo giãn trên các biến thể SD của các kênh này vì việc kéo giãn trên các kênh SD là phổ biến. |
| Hồng Kông                            | Tất cả các kênh. |
| Ấn Độ                                | Tất cả các kênh. HD. Hầu hết các kênh SD đều phát sóng với tỷ lệ 4:3. |
| Indonesia                            | 16:9 native*: Kompas TV, BeritaSatu TV**, CNN Indonesia**, MetroTV, Trans7, Trans TV, CNBC Indonesia**, NET., Jawa Pos TV, DAAI TV, MyTV 16:9 with inner 4:3***: RCTI, SCTV, Indosiar, MNCTV, GTV 4:3, upscaled/stretched to 16:9****: TVRI, antv, tvOne, iNews, rtv *Channels that are primarily broadcast in 16:9 sometimes are filled by 4:3 content which are either stretched or pillarboxed. **Only on digital cable/satellite ***Channels in this category broadcast in 16:9 HDTV along with inner 4:3 SDTV. Due to their visibility, some contents are either pillarboxed and windowboxed (especially in commercial ads and live sport games). Contents wider than 16:9 are usually letterboxed. They're usually stretched in SDTV mode. HD versions are limited to pay-TV services. ****These channels are still using 4:3 configuration. Stretched when broadcasting in 16:9 format. Some channels have limited original 16:9 video contents. Note: Nationwide TV channels listed above are classified according to their original configuration, sorted chronologically according to TV configuration update. Configuration for exclusively digital and local channels are may vary. Local version of nationwide channels may be different to their national version. |
| Iran                                 | Tất cả các kênh. |
| Israel                               | Tất cả các kênh. |
| Nhật Bản                             | Nhật Bản đi tiên phong trong hệ thống HDTV analog (MUSE) ở định dạng 16: 9, bắt đầu vào những năm 1980. Hiện tại tất cả các kênh chính đều có kênh truyền hình kỹ thuật số mặt đất ở định dạng 16:9 trong khi được phát mô phỏng ở định dạng analog 4:3. Nhiều kênh truyền hình vệ tinh cũng đang được phát với tỷ lệ 16:9. |
| Jordan                               | Tất cả các kênh. |
| Kyrgyzstan                           | Tất cả các kênh. |
| Liban                                | Tất cả các kênh. |
| Malaysia                             | Tất cả các kênh. |
| Mông Cổ                              | MNB & MN2, TM Television, TV5, TV6, TV8, Channel 25, Эx Орон, SBN, ETV, MNC, Eagle News TV, Edutainment TV, Star TV, SPS, Sportbox and SHUUD TV. |
| Myanmar                              | Tất cả các kênh. |
| Nepal                                | Kantipur Television Network AP1 TV News 24 (Nepal) TV Filmy Nepal Television |
| Oman                                 | Tất cả các kênh. |
| Pakistan                             | All HD channels. Most SD channels are still broadcasting in 4:3, either in fullscreen or letterboxed |
| Philippines                          | 16:9 native*: PTV, ABS-CBN HD***, S+A HD ***, ANC (both SD and HD)***, Kapamilya Channel (both SD and HD)***, CNN Philippines, One PH,*** One News***, Hope Channel Philippines, 3ABN, Hope International, INCTV, Net 25, DZRH News Television 4:3 upscaled/stretched to 16:9**: ETC, 2nd Avenue, all BEAM's subchannels, Light Network, UNTV****, Ang Dating Daan TV, SMNI, all ABS-CBN terrestrial channels (including TVPlus channels), TV5, One Sports, GMA 7, A2Z, IBC 13 *channels that are squeezed/letterboxed to 4:3 on analog terrestrial transmissions nor no letterbox on widescreen-produced programs. **channels that are originally broadcasting in 4:3 on analog terrestrial, but upscaled or stretched to 16:9 for digital terrestrial television, cable and satellite. ***16:9 versions available on pay-TV services only. ****Some programs are aired in true 16:9 formatting |
| Qatar                                | Tất cả các kênh. Al Jazeera Sports, Al Jazeera, Al Jazeera English, Qatar TV HD, Tất cả các kênh Alkass. |
| Saudi Arabia                         | Tất cả các kênh. |
| Singapore                            | All MediaCorp channels, however 16:9 contents look squashed on older 4:3 sets. Also, all 4:3 contents including news clips are stretched as stretching is common. |
| Hàn Quốc                             | Tất cả các kênh. |
| Sri Lanka                            | Colombo TV. |
| Syria                                | Tất cả các kênh. |
| Đài Loan                             | TTV HD, CTV HD, CTS HD, FTV HD, PTS HD, TVBS. |
| Thái Lan                             | Tất cả các kênh. |
| Các Tiểu vương quốc Ả Rập Thống nhất | Tất cả các kênh. |
| Việt Nam                             | Tất cả các kênh. |

### Châu Mỹ
| Quốc gia          | Kênh |
| ----------------- | --- |
| Argentina         | Tất cả các kênh. |
| Barbados          | Tất cả các kênh. |
| Bolivia           | Luôn luôn 16:9: PAT, ATB. Often on 16:9: Bolivia TV. |
| Brazil            | Tất cả các kênh. |
| Canada            | Tất cả các kênh. |
| Chile             | Tất cả các kênh. |
| Colombia          | Tất cả các kênh. |
| Costa Rica        | Tất cả các kênh. |
| Cộng hòa Dominica | Tất cả các kênh. |
| Ecuador           | Tất cả các kênh. |
| Jamaica           | Tất cả các kênh. |
| Mexico            | Free-to-air television: Las Estrellas, FOROtv, Canal 5, NU9VE, Televisa Regional, Azteca Uno, Azteca 7, a+, adn40, Imagen Televisión, Excélsior TV, Canal Once, Canal 22, Una Voz con Todos, Teveunam, Milenio Televisión, Multimedios Televisión, Teleritmo, and some local stations broadcast HD signal.Pay television: U, Golden, Golden Edge, TL Novelas, Bandamax, De Película, De Película Clásico, Ritmoson Latino, TDN, TeleHit, Distrito Comedia, Tiin, Az Noticias, Az Clic!, Az Mundo, Az Corazón, Az Cinema, 52MX, TVC, TVC Deportes, Pánico, Cinema Platino, Cine Mexicano. |
| Panama            | Tất cả các kênh. |
| Paraguay          | Almost all channels on free-to-air television (especially HD Feeds), (ex.: RPC, NPY, Unicanal, channel 7 HD). SD feeds (usually found on pay television) are usually letterboxed and downscaled to 4:3. (for example: SNT & Paravisión) |
| Peru              | Tất cả các kênh. |
| Mỹ                | Tất cả các kênh HD. Dữ liệu SD (thường thấy trên truyền hình trả tiền) thường có hộp chữ cái và được giảm tỷ lệ xuống 4:3. |
| Uruguay           | Tất cả các kênh. |
| Venezuela         | Tất cả các kênh. |

### Châu Phi
| Quốc gia          | Kênh                       |
| ----------------- | -------------------------- |
| Algeria           | - Algérie 3 - Echourouk TV |
| Angola            | Tất cả các kênh.           |
| Botswana          | Tất cả các kênh.           |
| Burkina Faso      | Tất cả các kênh.           |
| Cameroon          | Tất cả các kênh.           |
| Cape Verde        | Tất cả các kênh.           |
| Comoros           | Tất cả các kênh.           |
| Congo             | Tất cả các kênh.           |
| Djibouti          | Tất cả các kênh.           |
| Egypt             | Tất cả các kênh.           |
| Equatorial Guinea | Tất cả các kênh.           |
| Eritrea           | Tất cả các kênh.           |
| Ethiopia          | Tất cả các kênh.           |
| Gabon             | Tất cả các kênh.           |
| Ghana             | Tất cả các kênh.           |
| Bờ Biển Ngà       | Tất cả các kênh.           |
| Kenya             | Tất cả các kênh.           |
| Lesotho           | Tất cả các kênh.           |
| Liberia           | Tất cả các kênh.           |
| Libya             | Tất cả các kênh.           |
| Madagascar        | Tất cả các kênh.           |
| Malawi            | Tất cả các kênh.           |
| Mali              | Tất cả các kênh.           |
| Morocco           | Tất cả các kênh.           |
| Mozambique        | Tất cả các kênh.           |
| Mauritius         | Tất cả các kênh.           |
| Namibia           | Tất cả các kênh.           |
| Nigeria           | Tất cả các kênh.           |
| Rwanda            | Tất cả các kênh.           |
| Senegal           | Tất cả các kênh.           |
| Somalia           | Tất cả các kênh.           |
| Nam Phi           | Tất cả các kênh.           |
| Sudan             | Tất cả các kênh.           |
| Togo              | Tất cả các kênh.           |
| Tunisia           | Tất cả các kênh.           |
| Uganda            | Tất cả các kênh.           |
| Zimbabwe          | Tất cả các kênh.           |